# August Ritter
Georg Dietrich August Ritter, född 11 december 1826 i Lüneburg, död där 26 februari 1908, var en tysk ingenjör och professor.
Ritter blev efter utbildning vid Polytechnikum i Hannover samt omfattande universitetsstudier lärare i mekanik och maskinbyggnadskonst i Hannover samt 1870 professor vid tekniska högskolan i Aachen, där han verkade till 1900. Han bidrog starkt till utvecklingen av den moderna järnbyggnadstekniken.